# Volčji Potok
Volčji Potok – wieś w Słowenii, w gminie Kamnik. W 2018 roku liczyła 396 mieszkańców.